# Кокорин, Сергей Александрович
Сергей Александрович Кокорин (21 марта 1957) — советский и российский футболист, нападающий, полузащитник; тренер. Мастер спорта СССР.
Воспитанник ДЮСШ «Селенга» Улан-Удэ, первый тренер И. В. Яньков. Всю карьеру провёл в клубе «Селенга» / «Локомотив» Улан-Удэ, в 1975—1993, 1995 годах в первой, второй и второй низшей лигах первенства СССР и России провёл свыше четырёхсот матчей, забил более 80 голов. В 1994 году играл за любительский клуб «Импульс» Улан-Удэ. В 1996—1997, 2000 годах — тренер «Селенги». В дальнейшем — тренер детских и юношеских команд.
В 1980 году окончил Бурятский государственный педагогический институт имени Доржи Банзарова по специальности «Физическое воспитание», квалификация «преподаватель физического воспитания средней школы».